# Boa Viagem (Barraqueiro)
Boa Viagem este o companie privată portugheză de transport public de călători, concesionară a 60 de trasee rutiere în Zona Metropolitană Lisabona și municipiile din sudul Regiunii Oeste, asigurând mobilitatea internă între acestea, precum și legăturile lor cu Lisabona.
Compania a fost înființată în 1972, prin achiziția concesiunilor companiei Lopes & Matos de către Boa Viagem. Sediul societății se află în Alenquer și aceasta mai deține filiale în Vila Franca de Xira, Arruda dos Vinhos și Sobral de Monte Agraço. Proprietarul Boa Viagem este Grupul Barraqueiro.

## Flotă
La mijlocul anilor 2000, flota Boa Viagem era foarte diversificată, printre cele 116 vehicule din parcul propriu (date oficiale din 2006) numărându-se autobuze de diverse tipuri (inclusiv articulate) și diverse origini (inclusiv fabricate în străinătate și cumpărate la mâna a doua), precum și vehicule partajate cu alte companii din cadrul grupului Barraqueiro. În 2020, compania deținea 128 de vehicule.

## Indicatori
Principalii indicatori publicați de companie în anul 2020 sunt rezumați în tabelul de mai jos:
| Principalii indicatori (2020) | Principalii indicatori (2020) |
| ----------------------------- | ----------------------------- |
| Trasee concesionate           | 60                            |
| Număr de orare                | 952                           |
| Număr de vehicule             | 128                           |
| Număr de angajați             | 159                           |
| Kilometri parcurși            | 5 915 000                     |
| Număr de pasageri             | 4 784 000                     |

## Lista de carreiras

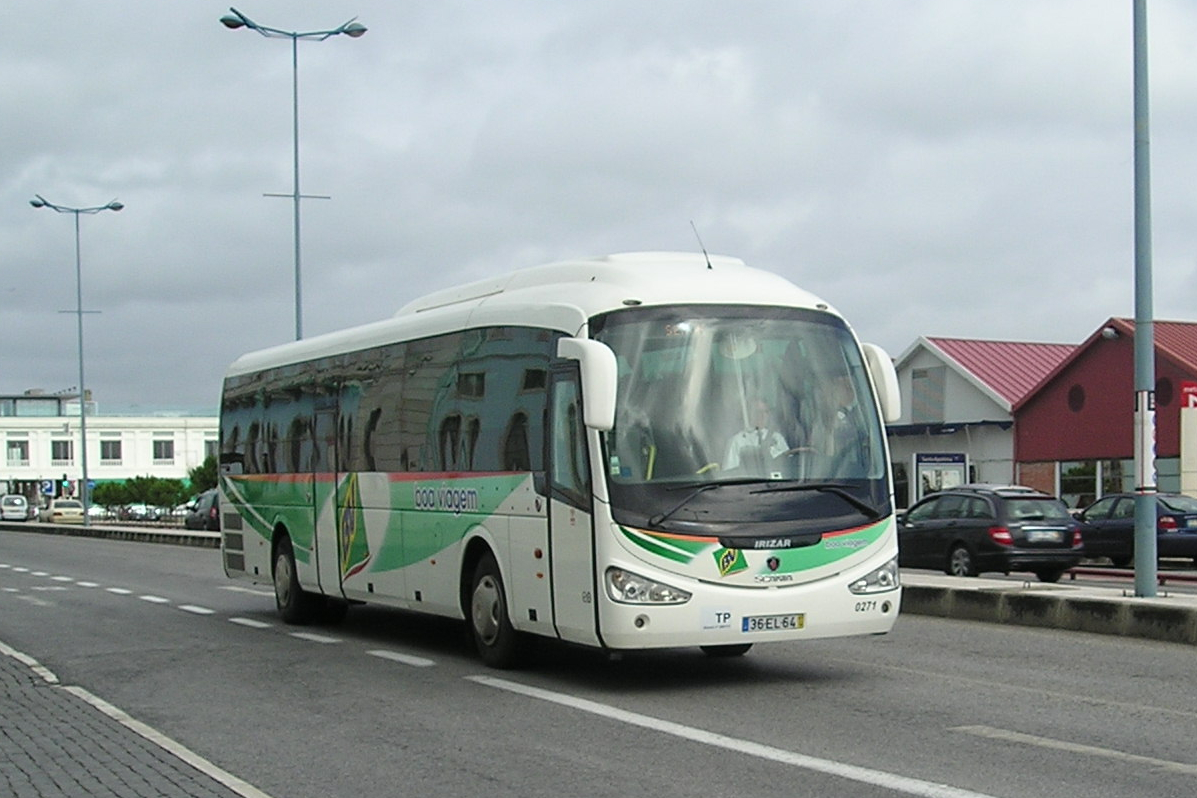
Autobuz al Boa Viagem în apropierea gării Santa Apolónia din Lisabona, în 2014.

- 010 Alenquer ⇆ Vila Franca de Xira[6]
- 020 Alenquer ⇆ Lisabona (Campo Grande)[7]
- 030 Alenquer ⇆ Lisabona (Campo Grande)[7]
- 050 Alenquer ⇆ Camarnal / Albarróis[8]
- 060 Alenquer ⇆ Carregado Est. (via Guizanderia / Carambancha sau Casais Novos)[9]
- 070 Alenquer ⇆ Carregado Est. (via Guizanderia / Carambancha sau Casais Novos)[9]
- 080 Alenquer ⇆ Camarnal / Albarróis.
Unul din traseele acestei linii era anterior identificat intern cu indicativul  75 .[10]
- 090 Carregado (Gară) ↺ (via Campera și Zona Industrial do Carregado)[11]
- 10  Alenquer (Barnabé) ⇆ Pacheca[12]
- 13  Arruda dos Vinhos ⇆ Carregado (via Corredouras)[13]
- 14  Atral Cipan ⇆ Vila Franca de Xira (via Santana)[14]
- 15  Alenquer ⇆ Vila Franca de Xira (via Santana)[15]
- 16  Alenquer ⇆ Vila Franca de Xira (via Santana)[15]
- 17  Sobral de Monte Agraço ⇆ Carregado Est.[16]
- 18  Cadafais ⇆ Vila Franca de Xira (via Loja Nova și Casal da Coxa)[17]
- 19  Cadafais ⇆ Vila Franca de Xira (via Loja Nova și Casal da Coxa)[17]
- 21  Alenquer ⇆ Lisabona (Campo Grande)[7]
- 22  Alenquer ⇆ Arruda dos Vinhos (R. Cândido dos Reis)[18]
- 24  Alenquer ⇆ Casais da Marmeleira (via Campera)[19]
- 25  Abrigada ⇆ Alenquer (via Bairro)[20]
- 26  Alenquer ⇆ Labrugeira (via Estribeiro)[21]
- 28  Alenquer ⇆ Torres Vedras (via Olhalvo și/sau Casais Galegos)[22]
- 30  Alenquer ⇆ Torres Vedras[22][23]
- 31  Alenquer ⇆ Peral (via Cadaval)[23]
- 32  Alenquer ⇆ Torres Vedras (via Olhalvo și/sau Penafirme da Mata și/sau Casais Galegos)[22]
- 33  Alenquer ⇆ Torres Vedras (via São Domingos)[24]
- 34  Alenquer ⇆ Torres Vedras (via Riba Fria și Merceana)[25]
- 37  Sobral de Monte Agraço ⇆ Torres Vedras[26][27]
- 38  Alenquer ⇆ Peral (via Cadaval)[23]
- 39  Arcena ⇆ Vila Franca de Xira[28]
- 40  Póvoa (Qtª da Piedade) ⇆ Vila Franca de Xira[29]
- 41  Póvoa (Qtª da Piedade) ⇆ Vila Franca de Xira[29]
- 43  Lisabona (Campo Grande) ⇆ Sobral de Monte Agraço[30]
- 44  Alverca (Gară) ⇆ Bom Retiro (via Sobralinho)[31]
- 45  Alverca (Gară) ⇆ Bom Retiro (via Sobralinho)[31]
- 46  Cadaval ⇆ Rechaldeira (via Avenal)[32]
- 47  Cadaval ⇆ Dom Durão (via Vale Francas)[33]
- 48  Alenquer ⇆ Lisabona (Campo Grande)[7]
- 49  Torre de Cima e Capelas ⇆ Vila Franca de Xira (Gară) ⇆ Hospital[34]
- 50  Vila Franca de Xira ⇆ Torres Vedras (via Cotovios)[26]
- 51  Vila Franca de Xira ⇆ Torres Vedras (via Qtª das Caldeiras)[26]
- 52  Sobral de Monte Agraço ⇆ Torres Vedras[26]
- 53  Cotovios (Bogalhão) ⇆ Alhandra ⇆ A dos Loucos ⇆ Vila Franca de Xira[35]
- 55  Arruda dos Vinhos ⇆ Sobral de Monte Agraço[36]
- 56  Arruda dos Vinhos ⇆ Carregado (via Antas da Serra)[13]
- 57  Alverca (Gară) ⇆ Sobral de Monte Agraço (via Calhandriz)[37]
- 58  Alverca (Gară) ⇆ Sobral de Monte Agraço (via Calhandriz)[37]
- 59  Alhandra ⇆ Arruda dos Vinhos (via Trancoso)[38]
- 60  Arruda dos Vinhos ⇆ Bucelas[39]
- 60A Arruda dos Vinhos ⇆ Bucelas[39]
- 61  Arruda dos Vinhos ⇆ Bucelas[39]
- 62  Arruda dos Vinhos ⇆ Bucelas[39]
- 63  Sobral de Monte Agraço ⇆ Merceana[27]
- 64  Tesoureira ⇆ Arranhó (EB1)[36]
- 65  Sobral de Monte Agraço ↺ (via Braçal)[40]
- 66  Sobral de Monte Agraço → Sapataria[36]
- 67  Arruda dos Vinhos ⇆ Sobral de Monte Agraço[36]
- 68  Serreira ⇆ Sobral de Monte Agraço (via Feliteira)[41]
- 69  Serreira ⇆ Sobral de Monte Agraço (via Cabeda)[41]
- 72  Sobralinho ⇆ Lisabona (Campo Grande)[42]
- 73  Centro Escolar de Paredes ⇆ Silveira da Machoa[43]
- 74  EB Alenquer ⇆ Camarnal[44]
- 87  Lisabona (Campo Grande) ⇆ Sobral de Monte Agraço (via A8)[45]
- 88  Fresca (Qtª de Matos) ⇆ Lisabona (Campo Grande) (via A1)[46]
- 90  Alenquer ⇆ Vila Franca de Xira (via A1 și Carregado)[47]
- 91  Vila Franca de Xira (Gară) ⇆ Hospital[34]
- 97  Arruda dos Vinhos (R. Cândido dos Reis) ⇆ Lisabona (Campo Grande) (via Póvoa de Santa Iria)[48]